# Troisième circonscription de la Savoie
La troisième circonscription de la Savoie est l'une des quatre circonscriptions législatives françaises que compte le département de la Savoie (73) situé en région Auvergne-Rhône-Alpes.

## Description géographique et démographique

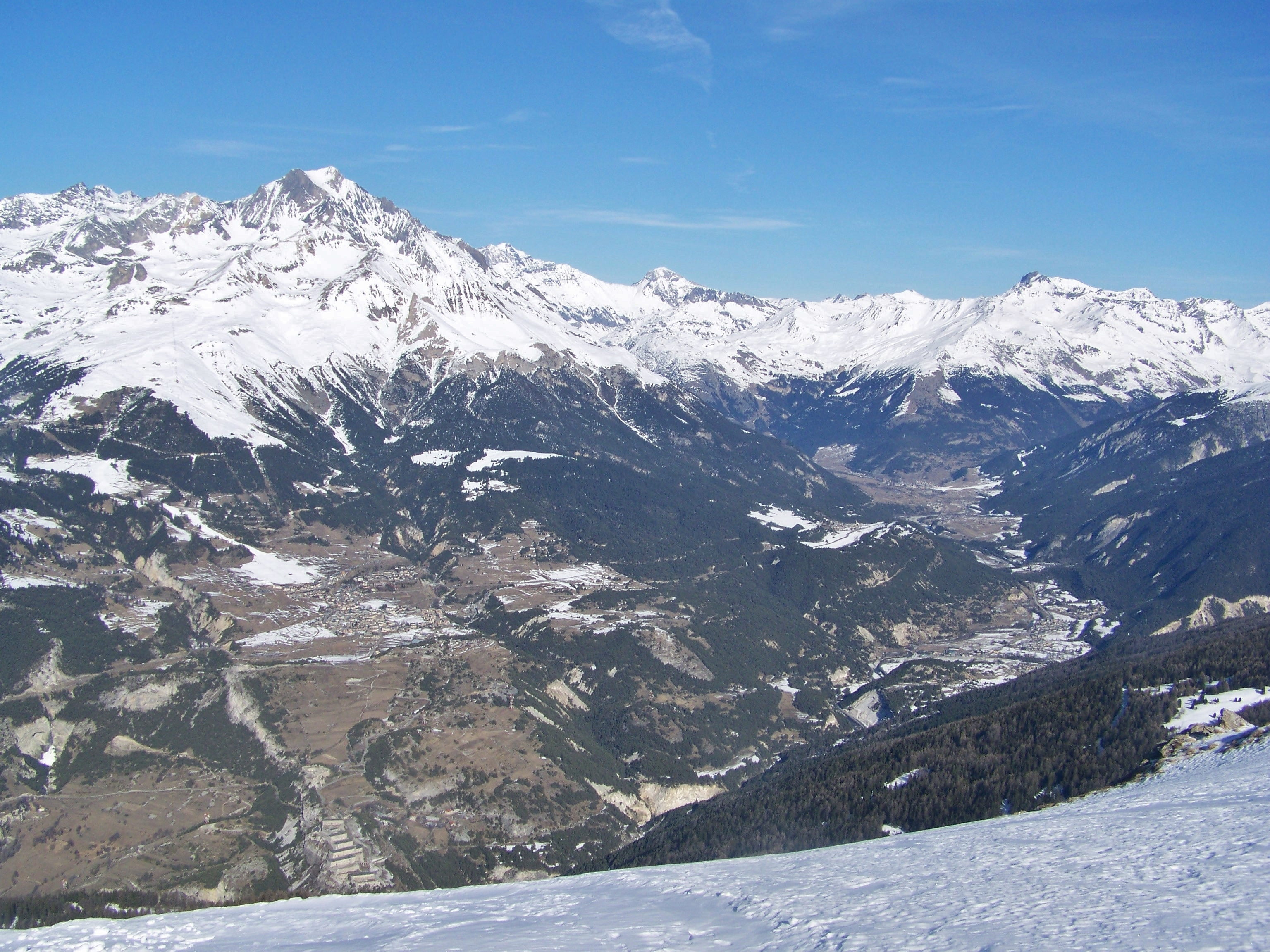
Vue de la vallée de la Haute-Maurienne, principale vallée de la circonscription.

### De 1958 à 1986
Le département avait trois circonscriptions.
La troisième circonscription de la Savoie était composée de :
- canton d'Aiguebelle
- canton de Chambéry-Sud
- canton de La Chambre
- canton de Chamoux-sur-Gelon
- canton de Lanslebourg-Mont-Cenis
- canton de Modane
- canton de Montmélian
- canton de La Rochette
- canton de Saint-Jean-de-Maurienne
- canton de Saint-Michel-de-Maurienne

Source : Journal Officiel du 14-15 Octobre 1958.

### De 1988 à 2010
La troisième circonscription de la Savoie a d'abord été délimitée par le découpage électoral de la loi no 86-1197 du 24 novembre 1986
, et regroupait les divisions administratives suivantes :
- canton d'Aiguebelle
- canton de Chambéry-Sud
- canton de Chambéry-Sud-Ouest
- canton de La Chambre
- canton de Chamoux-sur-Gelon
- canton de Cognin
- canton de Lanslebourg-Mont-Cenis
- canton de Modane
- canton de Montmélian
- canton de La Ravoire
- canton de La Rochette
- canton de Saint-Jean-de-Maurienne
- canton de Saint-Michel-de-Maurienne

### Depuis 2010
Depuis l'ordonnance no 2009-935 du 29 juillet 2009 ratifiée par le Parlement français le 21 janvier 2010 et depuis le redécoupage cantonal de 2014, elle regroupe les divisions administratives suivantes :
- Canton de Modane ;
- Canton de Montmélian ;
- Canton de La Ravoire ;
- Canton de Saint-Jean-de-Maurienne ;
- Canton de Saint-Pierre-d'Albigny (fraction).

Géographiquement, la circonscription englobe et suit sur sa majeure partie la vallée de la Maurienne et ses sommets, d'Aiguebelle à Bonneval-sur-Arc en passant par Saint-Jean-de-Maurienne, Modane et Lanslebourg-Mont-Cenis. Plus à l'ouest, la circonscription compte la partie sud de la Combe de Savoie (vallée des Huiles, commune de la Rochette) et le sud de la cluse de Chambéry jusqu'à la commune de La Ravoire notamment (située dans l'agglomération de Chambéry).
D'après le recensement de la population de 2008 réalisé par l'Institut national de la statistique et des études économiques (INSEE), la population de la circonscription est estimée à 93 194 habitants.

## Historique des députations
| Législature | Début de mandat | Fin de mandat  | Député           | Parti politique | Observations                                                                           |
| ----------- | --------------- | -------------- | ---------------- | --------------- | -------------------------------------------------------------------------------------- |
| IXe         | 23 juin 1988    | 1er avril 1993 | Roger Rinchet    | PS              |                                                                                        |
| Xe          | 2 avril 1993    | 21 avril 1997  | Michel Bouvard,  | RPR,            | Mandat écourté à la suite d'une dissolution parlementaire décidée par Jacques Chirac.  |
| XIe         | 12 juin 1997    | 18 juin 2002   | Michel Bouvard,  | RPR,            |                                                                                        |
| XIIe        | 19 juin 2002    | 19 juin 2007   | Michel Bouvard,  | UMP,            |                                                                                        |
| XIIIe       | 20 juin 2007    | 19 juin 2012   | Michel Bouvard   | UMP             |                                                                                        |
| XIVe        | 20 juin 2012    | 20 juin 2017   | Béatrice Santais | PS              |                                                                                        |
| XVe         | 21 juin 2017    | 21 juin 2022   | Émilie Bonnivard | LR              |                                                                                        |
| XVIe        | 22 juin 2022    | 9 juin 2024    | Émilie Bonnivard | LR              | Mandat écourté à la suite d'une dissolution parlementaire décidée par Emmanuel Macron. |

## Historique des élections

### Élections de 1958
| Candidat       | Candidat         | Parti          | Premier tour | Premier tour | Second tour | Second tour |  |
| Candidat       | Candidat         | Parti          | Voix         | %            | Voix        | %           |  |
| -------------- | ---------------- | -------------- | ------------ | ------------ | ----------- | ----------- |  |
|                | Pierre Dumas élu | UNR            | 11 313       | 28,73        | 24 614      | 62,71       |  |
|                | Pierre Cot       | PCF            | 10 790       | 27,4         | 14 634      | 37,29       |  |
|                | Jean Blanc       | MRP            | 10 496       | 26,66        | Retrait     | Retrait     |  |
|                | Paul Perrier     | SFIO           | 6 775        | 17,21        | Retrait     | Retrait     |  |
|                |                  |                |              |              |             |             |  |
| Inscrits       | Inscrits         | Inscrits       | 53 079       | 100,00       | 53 064      | 100,00      |  |
| Abstentions    | Abstentions      | Abstentions    | 13 162       | 24,8         | 12 945      | 24,4        |  |
| Votants        | Votants          | Votants        | 39 917       | 75,2         | 40 119      | 75,6        |  |
| Blancs et nuls | Blancs et nuls   | Blancs et nuls | 543          | 1,36         | 871         | 2,17        |  |
| Exprimés       | Exprimés         | Exprimés       | 39 374       | 98,64        | 39 248      | 97,83       |  |

Léon Richard, maire de Saint-Michel-de-Maurienne était suppléant de Pierre Dumas

### Élections de 1962
|                | Pierre Dumas sortant réélu | UNR-UDT        | 21 311 | 58,63  |  |  |  |
|                | Auguste Mudry              | PCF            | 8 127  | 22,36  |  |  |  |
|                | Paul Perrier               | SFIO           | 6 910  | 19,01  |  |  |  |
|                |                            |                |        |        |  |  |  |
| Inscrits       | Inscrits                   | Inscrits       | 55 818 | 100,00 |  |  |  |
| Abstentions    | Abstentions                | Abstentions    | 18 664 | 33,44  |  |  |  |
| Votants        | Votants                    | Votants        | 37 154 | 66,56  |  |  |  |
| Blancs et nuls | Blancs et nuls             | Blancs et nuls | 806    | 2,17   |  |  |  |
| Exprimés       | Exprimés                   | Exprimés       | 36 348 | 97,83  |  |  |  |

Le suppléant de Pierre Dumas était Florimond Girard, maire de Saint-Jean-de-Maurienne. Florimond Girard remplaça Pierre Dumas, nommé membre du gouvernement, du 7 janvier 1963 au 2 avril 1967.

### Élections de 1967
|                | Pierre Dumas sortant réélu | UD-Ve          | 22 983 | 50,75  |  |  |  |
|                | Auguste Mudry              | PCF            | 11 222 | 24,78  |  |  |  |
|                | Pierre Buisson             | CD (PDM)       | 5 628  | 12,43  |  |  |  |
|                | Michel Poensin             | PSU            | 5 451  | 12,04  |  |  |  |
|                |                            |                |        |        |  |  |  |
| Inscrits       | Inscrits                   | Inscrits       | 56 472 | 100,00 |  |  |  |
| Abstentions    | Abstentions                | Abstentions    | 10 576 | 18,73  |  |  |  |
| Votants        | Votants                    | Votants        | 45 896 | 81,27  |  |  |  |
| Blancs et nuls | Blancs et nuls             | Blancs et nuls | 612    | 1,33   |  |  |  |
| Exprimés       | Exprimés                   | Exprimés       | 45 284 | 98,67  |  |  |  |

Florimond Girard était suppléant de Pierre Dumas. Florimond Girard remplaça Pierre Dumas, nommé membre du gouvernement, du 8 mai 1967 au 30 mai 1968.

### Élections de 1968
|                | Pierre Dumas sortant réélu | UDR (URP)      | 23 848 | 53,08  |  |  |  |
|                | Auguste Mudry              | PCF            | 10 393 | 23,13  |  |  |  |
|                | Michel Poensin             | PSU            | 6 109  | 13,6   |  |  |  |
|                | Jean Lobrot                | CD (PDM)       | 4 578  | 10,19  |  |  |  |
|                |                            |                |        |        |  |  |  |
| Inscrits       | Inscrits                   | Inscrits       | 58 123 | 100,00 |  |  |  |
| Abstentions    | Abstentions                | Abstentions    | 12 688 | 21,83  |  |  |  |
| Votants        | Votants                    | Votants        | 45 435 | 78,17  |  |  |  |
| Blancs et nuls | Blancs et nuls             | Blancs et nuls | 507    | 1,12   |  |  |  |
| Exprimés       | Exprimés                   | Exprimés       | 44 928 | 98,88  |  |  |  |

Léopold Durbet, comptable, maire d'Hermillon était suppléant de Pierre Dumas. Léopold Durbet remplaça Pierre Dumas, nommé membre du gouvernement, du 12 août 1968 au 18 septembre 1969.

### Élections partielles de 1969
(À la suite de la démission de Léopold Durbet).
| | Pierre Dumas élu | UDR            | 18 255 | 61,55  |  |  |  |
| | Auguste Mudry    | PCF            | 6 524  | 22,00  |  |  |  |
| | Michel Poensin   | PSU            | 2 735  | 9,22   |  |  |  |
| | Gilbert Antonin  | PS             | 2 145  | 7,23   |  |  |  |
| |                  |                |        |        |  |  |  |
| Inscrits | Inscrits         | Inscrits       | 59 603 | 100,00 |  |  |  |
| Abstentions | Abstentions      | Abstentions    | 29 118 | 48,85  |  |  |  |
| Votants | Votants          | Votants        | 30 485 | 51,15  |  |  |  |
| Blancs et nuls | Blancs et nuls   | Blancs et nuls | 826    | 2,71   |  |  |  |
| Exprimés | Exprimés         | Exprimés       | 29 659 | 97,29  |  |  |  |
| Source : France, Ministère de l'intérieur. Les Elections législatives . Métropole., la Documentation française, 1974 (lire en ligne) |                  |                |        |        |  |  |  |

### Élections de 1973
| Candidat       | Candidat             | Parti          | Premier tour | Premier tour | Second tour | Second tour |  |
| Candidat       | Candidat             | Parti          | Voix         | %            | Voix        | %           |  |
| -------------- | -------------------- | -------------- | ------------ | ------------ | ----------- | ----------- |  |
|                | Pierre Dumas sortant | UDR (URP)      | 20 051       | 41,87        | 23 453      | 47,38       |  |
|                | Jean-Pierre Cot élu  | PS (UGSD)      | 15 486       | 32,34        | 26 050      | 52,62       |  |
|                | René Vair            | PCF            | 6 539        | 13,65        | Retrait     | Retrait     |  |
|                | Émile Berthalay      | MR             | 4 172        | 8,71         |             |             |  |
|                | Jean Bérard          | PSU            | 1 640        | 3,42         |             |             |  |
|                |                      |                |              |              |             |             |  |
| Inscrits       | Inscrits             | Inscrits       | 61 127       | 100,00       | 61 132      | 100,00      |  |
| Abstentions    | Abstentions          | Abstentions    | 12 619       | 20,64        | 10 763      | 17,61       |  |
| Votants        | Votants              | Votants        | 48 508       | 79,36        | 50 369      | 82,39       |  |
| Blancs et nuls | Blancs et nuls       | Blancs et nuls | 620          | 1,28         | 866         | 1,72        |  |
| Exprimés       | Exprimés             | Exprimés       | 47 888       | 98,72        | 49 503      | 98,28       |  |

Le suppléant de Jean-Pierre Cot était Paul Perrier, directeur de collège d'enseignement technique, conseiller général du canton de Saint-Jean-de-Maurienne, maire de Villargondran. Paul Perrier remplaça Jean-Pierre Cot, nommé membre du gouvernement, du 25 juillet 1981 au 1er avril 1986.

### Élections de 1978
| Candidat       | Candidat                      | Parti          | Premier tour | Premier tour | Second tour | Second tour |  |
| Candidat       | Candidat                      | Parti          | Voix         | %            | Voix        | %           |  |
| -------------- | ----------------------------- | -------------- | ------------ | ------------ | ----------- | ----------- |  |
|                | Pierre Dumas                  | RPR            | 24 338       | 42,29        | 29 251      | 48,92       |  |
|                | Jean-Pierre Cot sortant réélu | PS             | 19 563       | 33,99        | 30 541      | 51,08       |  |
|                | René Vair                     | PCF            | 8 165        | 14,19        |             |             |  |
|                | J.P. Mounissens               | Écologie 78    | 3 332        | 5,79         |             |             |  |
|                | Gino-Pierre Benoit            | Extrême droite | 645          | 1,12         |             |             |  |
|                | Robert Giardina               | LO             | 645          | 1,12         |             |             |  |
|                | Lucien Dettome                | Divers droite  | 488          | 0,85         |             |             |  |
|                | Gilles Billard                | FN             | 371          | 0,64         |             |             |  |
|                |                               |                |              |              |             |             |  |
| Inscrits       | Inscrits                      | Inscrits       | 70 464       | 100,00       | 70 465      | 100,00      |  |
| Abstentions    | Abstentions                   | Abstentions    | 11 740       | 16,66        | 9 701       | 13,77       |  |
| Votants        | Votants                       | Votants        | 58 724       | 83,34        | 60 764      | 86,23       |  |
| Blancs et nuls | Blancs et nuls                | Blancs et nuls | 1 177        | 2            | 972         | 1,6         |  |
| Exprimés       | Exprimés                      | Exprimés       | 57 547       | 98           | 59 792      | 98,4        |  |

Paul Perrier, maire de Villargondran, conseiller général du canton de Saint-Jean-de-Maurienne était suppléant de Jean-Pierre Cot.

### Élections de 1981
| Candidat       | Candidat                      | Parti             | Premier tour | Premier tour | Second tour | Second tour |  |
| Candidat       | Candidat                      | Parti             | Voix         | %            | Voix        | %           |  |
| -------------- | ----------------------------- | ----------------- | ------------ | ------------ | ----------- | ----------- |  |
|                | Jean-Pierre Cot sortant réélu | PS                | 23 772       | 48,12        | 31 729      | 60,24       |  |
|                | Jean Girard                   | RPR (UNM)         | 16 985       | 34,38        | 20 943      | 39,76       |  |
|                | Alain Bouvier                 | PCF               | 5 470        | 11,07        |             |             |  |
|                | Dominique Mille               | Divers écologiste | 1 650        | 3,34         |             |             |  |
|                | Gilbert Grelin                | Divers droite     | 1 196        | 2,42         |             |             |  |
|                | Jean Ratte                    | LO                | 325          | 0,66         |             |             |  |
|                |                               |                   |              |              |             |             |  |
| Inscrits       | Inscrits                      | Inscrits          | 73 171       | 100,00       | 73 182      | 100,00      |  |
| Abstentions    | Abstentions                   | Abstentions       | 23 267       | 31,8         | 19 879      | 27,16       |  |
| Votants        | Votants                       | Votants           | 49 904       | 68,2         | 53 303      | 72,84       |  |
| Blancs et nuls | Blancs et nuls                | Blancs et nuls    | 506          | 1,01         | 631         | 1,18        |  |
| Exprimés       | Exprimés                      | Exprimés          | 49 398       | 98,99        | 52 672      | 98,82       |  |

Paul Perrier était suppléant de Jean-Pierre Cot. Il le remplaça du 25 juillet 1981 au 1er avril 1986, Jean-Pierre Cot ayant été nommé membre du gouvernement.

### Élections de 1988
| Candidat       | Candidat          | Parti          | Premier tour | Premier tour | Second tour | Second tour |  |
| Candidat       | Candidat          | Parti          | Voix         | %            | Voix        | %           |  |
| -------------- | ----------------- | -------------- | ------------ | ------------ | ----------- | ----------- |  |
|                | Roger Rinchet élu | PS             | 21 783       | 43,57        | 29 515      | 53,73       |  |
|                | Michel Bouvard    | RPR (URC)      | 18 979       | 37,96        | 25 413      | 46,27       |  |
|                | Alain Bouvier     | PCF            | 5 211        | 10,42        |             |             |  |
|                | André Darracq     | FN             | 4 020        | 8,04         |             |             |  |
|                |                   |                |              |              |             |             |  |
| Inscrits       | Inscrits          | Inscrits       | 80 966       | 100,00       | 80 785      | 100,00      |  |
| Abstentions    | Abstentions       | Abstentions    | 30 116       | 37,2         | 24 743      | 30,63       |  |
| Votants        | Votants           | Votants        | 50 850       | 62,8         | 56 042      | 69,37       |  |
| Blancs et nuls | Blancs et nuls    | Blancs et nuls | 857          | 1,69         | 1 114       | 1,99        |  |
| Exprimés       | Exprimés          | Exprimés       | 49 993       | 98,31        | 54 928      | 98,01       |  |

Le suppléant de Roger Rinchet était Roland Merloz, maire de Saint-Jean-de-Maurienne.

### Élections de 1993
| Candidat       | Candidat              | Parti          | Premier tour | Premier tour | Second tour | Second tour |  |
| Candidat       | Candidat              | Parti          | Voix         | %            | Voix        | %           |  |
| -------------- | --------------------- | -------------- | ------------ | ------------ | ----------- | ----------- |  |
|                | Michel Bouvard élu    | RPR (UPF)      | 17 929       | 34,17        | 28 722      | 54,76       |  |
|                | Roger Rinchet sortant | PS (ADFP)      | 11 304       | 21,55        | 23 728      | 45,24       |  |
|                | Jean-Marie Barbier    | FN             | 5 807        | 11,07        |             |             |  |
|                | Daniel Dufreney       | diss. RPR      | 4 905        | 9,35         |             |             |  |
|                | Alain Bouvier         | PCF            | 4 806        | 9,16         |             |             |  |
|                | Michel Roux           | Les Verts (EÉ) | 4 742        | 9,04         |             |             |  |
|                | Patrick Mazzarello    | LT-LNÉ         | 1 279        | 2,44         |             |             |  |
|                | François Maréchal     | SÉGA           | 847          | 1,61         |             |             |  |
|                | Renée Laurent         | PT             | 844          | 1,61         |             |             |  |
|                |                       |                |              |              |             |             |  |
| Inscrits       | Inscrits              | Inscrits       | 83 179       | 100,00       | 83 136      | 100,00      |  |
| Abstentions    | Abstentions           | Abstentions    | 27 936       | 33,59        | 27 018      | 32,5        |  |
| Votants        | Votants               | Votants        | 55 243       | 66,41        | 56 118      | 67,5        |  |
| Blancs et nuls | Blancs et nuls        | Blancs et nuls | 2 780        | 5,03         | 3 668       | 6,54        |  |
| Exprimés       | Exprimés              | Exprimés       | 52 463       | 94,97        | 52 450      | 93,46       |  |

Le suppléant de Michel Bouvard était Léopold Durbet, ancien député, maire d'Hermillon.

### Élections de 1997
| Candidat       | Candidat                     | Parti          | Premier tour | Premier tour | Second tour | Second tour |  |
| Candidat       | Candidat                     | Parti          | Voix         | %            | Voix        | %           |  |
| -------------- | ---------------------------- | -------------- | ------------ | ------------ | ----------- | ----------- |  |
|                | Michel Bouvard sortant réélu | RPR            | 16 059       | 30,59        | 28 745      | 51,28       |  |
|                | Pierre-Louis Rémy            | PS             | 12 659       | 24,12        | 27 313      | 48,72       |  |
|                | Jean-Marie Barbier           | FN             | 7 217        | 13,75        |             |             |  |
|                | Alain Bouvier                | PCF            | 5 274        | 10,05        |             |             |  |
|                | Nicole Guilhaudin            | Les Verts      | 3 037        | 5,79         |             |             |  |
|                | Daniel Dufreney              | diss. RPR      | 2 311        | 4,4          |             |             |  |
|                | Janie Constantin             | GÉ             | 1 273        | 2,43         |             |             |  |
|                | Jean-François Peudon         | Régionaliste   | 1 141        | 2,17         |             |             |  |
|                | Jean Dominici                | LDI (MPF)      | 1 056        | 2,01         |             |             |  |
|                | Jean-Paul Lang               | LO             | 978          | 1,86         |             |             |  |
|                | Mireille Barthod-Prothade    | US4J           | 686          | 1,31         |             |             |  |
|                | François Chabert             | PT             | 350          | 0,67         |             |             |  |
|                | Sonia Stebler                | IR             | 304          | 0,58         |             |             |  |
|                | Marie Cuny-Ravet             | Extrême droite | 144          | 0,27         |             |             |  |
|                |                              |                |              |              |             |             |  |
| Inscrits       | Inscrits                     | Inscrits       | 83 731       | 100,00       | 83 721      | 100,00      |  |
| Abstentions    | Abstentions                  | Abstentions    | 28 587       | 34,14        | 24 287      | 29,01       |  |
| Votants        | Votants                      | Votants        | 55 144       | 65,86        | 59 434      | 70,99       |  |
| Blancs et nuls | Blancs et nuls               | Blancs et nuls | 2 655        | 4,81         | 3 376       | 5,68        |  |
| Exprimés       | Exprimés                     | Exprimés       | 52 489       | 95,19        | 56 058      | 94,32       |  |

Le suppléant de Michel Bouvard était Christian Rochette, premier adjoint au maire de Saint-Rémy-de-Maurienne, Directeur des Professionnels associés de la montagne.

### Élections de 2002
| Candidat       | Candidat                     | Parti             | Premier tour | Premier tour | Second tour | Second tour |  |
| Candidat       | Candidat                     | Parti             | Voix         | %            | Voix        | %           |  |
| -------------- | ---------------------------- | ----------------- | ------------ | ------------ | ----------- | ----------- |  |
|                | Michel Bouvard sortant réélu | UMP               | 25 191       | 44,78        | 29 078      | 58,4        |  |
|                | Bernadette Laclais           | PS                | 14 235       | 25,3         | 20 709      | 41,6        |  |
|                | Jean-Marie Richard-Chevalier | FN                | 6 199        | 11,02        |             |             |  |
|                | Nicole Guilhaudin            | Les Verts         | 2 549        | 4,53         |             |             |  |
|                | Michel Vallet                | PCF               | 2 436        | 4,33         |             |             |  |
|                | Jean Blanc                   | S&P               | 1 564        | 2,78         |             |             |  |
|                | Roger Favier                 | Pôle républicain  | 1 378        | 2,45         |             |             |  |
|                | Sébastien Jolivet            | LCR               | 945          | 1,68         |             |             |  |
|                | Bruno Rota                   | Divers écologiste | 471          | 0,84         |             |             |  |
|                | Jean-Paul Lang               | LO                | 434          | 0,77         |             |             |  |
|                | Hélène Girod                 | MNR               | 434          | 0,77         |             |             |  |
|                | Renée Laurent                | PT                | 258          | 0,46         |             |             |  |
|                | Guy Pellegrin                | GÉ                | 160          | 0,28         |             |             |  |
|                | Francis Colonel              | Divers            | 0            | 0            |             |             |  |
|                |                              |                   |              |              |             |             |  |
| Inscrits       | Inscrits                     | Inscrits          | 89 027       | 100,00       | 89 008      | 100,00      |  |
| Abstentions    | Abstentions                  | Abstentions       | 31 880       | 35,81        | 37 710      | 42,37       |  |
| Votants        | Votants                      | Votants           | 57 147       | 64,19        | 51 298      | 57,63       |  |
| Blancs et nuls | Blancs et nuls               | Blancs et nuls    | 893          | 1,56         | 1 511       | 2,95        |  |
| Exprimés       | Exprimés                     | Exprimés          | 56 254       | 98,44        | 49 787      | 97,05       |  |

Le suppléant de Michel Bouvard était Pierre-Marie Charvoz, directeur des ressources humaines, conseiller général du canton de Saint-Jean-de-Maurienne.

### Élections de 2007
| Candidat       | Candidat                     | Parti             | Premier tour | Premier tour | Second tour | Second tour |  |
| Candidat       | Candidat                     | Parti             | Voix         | %            | Voix        | %           |  |
| -------------- | ---------------------------- | ----------------- | ------------ | ------------ | ----------- | ----------- |  |
|                | Michel Bouvard sortant réélu | UMP               | 23 888       | 42,46        | 29 483      | 54,57       |  |
|                | Bernadette Laclais           | PS                | 13 653       | 24,27        | 24 547      | 45,43       |  |
|                | Patrick Mignola              | UDF–MoDem         | 6 434        | 11,44        |             |             |  |
|                | Élodie Guillerme             | Les Verts         | 2 244        | 3,99         |             |             |  |
|                | Daniel Dufreney              | CNIP              | 2 230        | 3,96         |             |             |  |
|                | Marie-Jeanne Megevand        | FN                | 2 010        | 3,57         |             |             |  |
|                | Michel Vallet                | PCF               | 1 751        | 3,11         |             |             |  |
|                | Myriam Combet                | LCR               | 1 624        | 2,89         |             |             |  |
|                | Josiane Malandri             | GÉ                | 472          | 0,84         |             |             |  |
|                | Ghislaine Socquet-Juglard    | Divers            | 422          | 0,75         |             |             |  |
|                | Angela Tedesco               | MPF               | 421          | 0,75         |             |             |  |
|                | Marthe Fauvel                | MNR               | 265          | 0,47         |             |             |  |
|                | Renée Laurent                | PT                | 248          | 0,44         |             |             |  |
|                | Jean-Paul Lang               | LO                | 236          | 0,42         |             |             |  |
|                | Dominique Tedesco            | COM               | 225          | 0,4          |             |             |  |
|                | Akim Zeraibi                 | Divers            | 130          | 0,23         |             |             |  |
|                | Jean Blanc                   | Régionaliste (LS) | 9            | 0,02         |             |             |  |
|                |                              |                   |              |              |             |             |  |
| Inscrits       | Inscrits                     | Inscrits          | 95 797       | 100,00       | 95 792      | 100,00      |  |
| Abstentions    | Abstentions                  | Abstentions       | 38 803       | 40,51        | 40 489      | 42,27       |  |
| Votants        | Votants                      | Votants           | 56 994       | 59,49        | 55 303      | 57,73       |  |
| Blancs et nuls | Blancs et nuls               | Blancs et nuls    | 732          | 1,28         | 1 273       | 2,3         |  |
| Exprimés       | Exprimés                     | Exprimés          | 56 262       | 98,72        | 54 030      | 97,7        |  |

### Élections de 2012
| Candidat       | Candidat                  | Parti                    | Premier tour | Premier tour | Second tour | Second tour |  |
| Candidat       | Candidat                  | Parti                    | Voix         | %            | Voix        | %           |  |
| -------------- | ------------------------- | ------------------------ | ------------ | ------------ | ----------- | ----------- |  |
|                | Béatrice Santais élue     | PS                       | 15 576       | 37,26        | 20 980      | 52,06       |  |
|                | Pierre-Marie Charvoz      | Divers droite (PRV, UMP) | 13 685       | 32,76        | 19 317      | 47,94       |  |
|                | Éric Marmillon            | RBM (FN)                 | 6 715        | 16,06        |             |             |  |
|                | Christiane Lehman         | FG (PCF) (FASE)          | 2 807        | 6,71         |             |             |  |
|                | Béatrice Faure            | EÉLV                     | 1 589        | 3,80         |             |             |  |
|                | Albane Vaudron            | DLR                      | 582          | 1,39         |             |             |  |
|                | Ghislaine Socquet Juglard | AÉI                      | 405          | 0,97         |             |             |  |
|                | Régis Moulard             | ALT (NPA),               | 265          | 0,63         |             |             |  |
|                | Pascale Trouve            | LO                       | 165          | 0,39         |             |             |  |
|                | William Larrieu           | Pirate                   | 17           | 0,04         |             |             |  |
|                |                           |                          |              |              |             |             |  |
| Inscrits       | Inscrits                  | Inscrits                 | 70 401       | 100,00       | 70 400      | 100,00      |  |
| Abstentions    | Abstentions               | Abstentions              | 28 043       | 39,83        | 28 925      | 41,09       |  |
| Votants        | Votants                   | Votants                  | 42 358       | 60,17        | 41 475      | 58,91       |  |
| Blancs et nuls | Blancs et nuls            | Blancs et nuls           | 552          | 1,3          | 1 178       | 2,84        |  |
| Exprimés       | Exprimés                  | Exprimés                 | 41 806       | 98,7         | 40 297      | 97,16       |  |

### Élections de 2017
|                                                                            |                                                                          |                           |                           |                          |                          |
|                                                                            |                                                                          | Premier tour 11 juin 2017 | Premier tour 11 juin 2017 | Second tour 18 juin 2017 | Second tour 18 juin 2017 |
|                                                                            |                                                                          |                           |                           |                          |                          |
|                                                                            |                                                                          | Nombre                    | % des inscrits            | Nombre                   | % des inscrits           |
| Inscrits                                                                   | Inscrits                                                                 | 72 716                    | 100,00                    | 72 714                   | 100,00                   |
| Abstentions                                                                | Abstentions                                                              | 36 829                    | 50,65                     | 41 588                   | 57,19                    |
| Votants                                                                    | Votants                                                                  | 35 887                    | 49,35                     | 31 126                   | 42,81                    |
|                                                                            |                                                                          |                           | % des votants             |                          | % des votants            |
| Bulletins blancs                                                           | Bulletins blancs                                                         | 542                       | 1,51                      | 2 436                    | 7,83                     |
| Bulletins nuls                                                             | Bulletins nuls                                                           | 211                       | 0,59                      | 1 057                    | 3,40                     |
| Suffrages exprimés                                                         | Suffrages exprimés                                                       | 35 134                    | 97,90                     | 27 633                   | 88,78                    |
|                                                                            |                                                                          |                           |                           |                          |                          |
| Candidat Étiquette politique (partis et alliances)                         | Candidat Étiquette politique (partis et alliances)                       | Voix                      | % des exprimés            | Voix                     | % des exprimés           |
|                                                                            |                                                                          |                           |                           |                          |                          |
|                                                                            | Philip Vivier La République en marche (Mouvement démocrate)              | 11 173                    | 31,80                     | 12 776                   | 46,23                    |
|                                                                            | Émilie Bonnivard Les Républicains (Union des démocrates et indépendants) | 7 285                     | 20,73                     | 14 857                   | 53,77                    |
|                                                                            | Marie Dauchy Front national                                              | 5 074                     | 14,44                     |                          |                          |
|                                                                            | Alexandre Roux La France insoumise                                       | 4 393                     | 12,50                     |                          |                          |
|                                                                            | Pierre-Marie Charvoz Divers                                              | 3 076                     | 8,76                      |                          |                          |
|                                                                            | Ghislaine Socquet-Juglard Écologiste (Mouvement 100 %)                   | 1 119                     | 3,18                      |                          |                          |
|                                                                            | Laetitia Mimoun Parti communiste français                                | 905                       | 2,58                      |                          |                          |
|                                                                            | Vincent Thomazo Debout la France                                         | 745                       | 2,12                      |                          |                          |
|                                                                            | Roger Sibuet Divers (Savoie fédérale)                                    | 480                       | 1,37                      |                          |                          |
|                                                                            | François Mauduit Divers                                                  | 358                       | 1,02                      |                          |                          |
|                                                                            | Pascale Trouvé Lutte ouvrière                                            | 272                       | 0,77                      |                          |                          |
|                                                                            | Adrien Riondet Divers (Union populaire républicaine)                     | 254                       | 0,72                      |                          |                          |
|                                                                            | Henriette Pons Divers droite (Parti Chrétien-Démocrate)                  | 0                         | 0,00                      |                          |                          |
| Source : Ministère de l'Intérieur - Troisième circonscription de la Savoie |                                                                          |                           |                           |                          |                          |

### Élections de 2022
| Résultats des élections législatives des 12 et 19 juin 2022 de la 3e circonscription de Savoie |                           |                          |              |              |             |             |
| Candidat                                                                                       | Candidat                  | Parti et coalition       | Premier tour | Premier tour | Second tour | Second tour |
| Candidat                                                                                       | Candidat                  | Parti et coalition       | Voix         | %            | Voix        | %           |
|                                                                                                | Émilie Bonnivard          | LR (UDC)                 | 12 788       | 33,10        | 23 149      | 65,54       |
|                                                                                                | Nathalie Krawezynski      | LFI (NUPES)              | 8 793        | 22,76        | 12 170      | 34,46       |
|                                                                                                | Marie Dauchy              | RN                       | 7 561        | 19,57        |             |             |
|                                                                                                | Xavier Trosset            | LREM (ENS)               | 6 095        | 15,78        |             |             |
|                                                                                                | Patricia Nowak            | MHAN (TUPV)              | 1 029        | 2,66         |             |             |
|                                                                                                | Mikaël Florio             | REC                      | 823          | 2,13         |             |             |
|                                                                                                | Vincent Thomazo           | DLF (UPF)                | 623          | 1,61         |             |             |
|                                                                                                | Ghislaine Socquet-Juglard | EAC                      | 572          | 1,48         |             |             |
|                                                                                                | Pascale Trouvé            | LO                       | 347          | 0,90         |             |             |
| Votes valides                                                                                  | Votes valides             | Votes valides            | 38 631       | 98,54        | 35 319      | 95,13       |
| Votes blancs                                                                                   | Votes blancs              | Votes blancs             | 405          | 1,03         | 1 343       | 3,62        |
| Votes nuls                                                                                     | Votes nuls                | Votes nuls               | 168          | 0,43         | 464         | 1,25        |
| Total                                                                                          | Total                     | Total                    | 39 204       | 100          | 37 126      | 100         |
| Abstention                                                                                     | Abstention                | Abstention               | 35 242       | 47,34        | 37 332      | 50,14       |
| Inscrits / participation                                                                       | Inscrits / participation  | Inscrits / participation | 74 446       | 52,66        | 74 458      | 49,86       |

### Élections de 2024
| Candidat                 | Candidat                 | Parti et coalition       | Nuance                   | Premier tour | Premier tour | Second tour | Second tour |
| Candidat                 | Candidat                 | Parti et coalition       | Nuance                   | Voix         | %            | Voix        | %           |
| ------------------------ | ------------------------ | ------------------------ | ------------------------ | ------------ | ------------ | ----------- | ----------- |
|                          | Émilie Bonnivard         | LR (UDC)                 | LR                       | 21 605       | 40,86        | 31 430      | 61,16       |
|                          | Marie Dauchy             | RN                       | RN                       | 19 023       | 35,98        | 19 961      | 38,84       |
|                          | Daniel Ibanez            | LFI (NFP)                | UG                       | 11 530       | 21,81        | Retrait     | Retrait     |
|                          | Pascale Trouvé           | LO                       | EXG                      | 719          | 1,36         |             |             |
| Suffrages exprimés       | Suffrages exprimés       | Suffrages exprimés       | Suffrages exprimés       | 52 877       | 97,82        | 51 391      | 95,90       |
| Votes blancs             | Votes blancs             | Votes blancs             | Votes blancs             | 821          | 1,52         | 1 696       | 3,16        |
| Votes nuls               | Votes nuls               | Votes nuls               | Votes nuls               | 355          | 0,66         | 502         | 0,94        |
| Total                    | Total                    | Total                    | Total                    | 54 053       | 100          | 53 589      | 100         |
| Abstention               | Abstention               | Abstention               | Abstention               | 20 530       | 27,53        | 21 006      | 28,16       |
| Inscrits / participation | Inscrits / participation | Inscrits / participation | Inscrits / participation | 74 583       | 72,47        | 74 595      | 71,84       |

#### Département de la Savoie
- La fiche de l'INSEE de cette circonscription : « Tableaux et Analyses de la troisième circonscription de la Savoie », sur insee.fr, site de l'Institut national de la statistique et des études économiques (consulté le 10 juin 2007) [PDF]

- « Tous les députés du département de la Savoie depuis 1789 » [archive du 28 septembre 2007], sur assemblee-nationale.fr, site de l'Assemblée nationale française (consulté le 10 juin 2007)

- « Informations contentieuses sur le département de la Savoie (Élections législatives de 2002) »(Archive.org • Wikiwix • Archive.is • Google • Que faire ?), sur conseil-constitutionnel.fr, site du Conseil constitutionnel (consulté le 13 juin 2007)

#### Circonscriptions en France
- « Carte des circonscriptions législatives en France », sur assemblee-nationale.fr, site de l'Assemblée nationale française (consulté le 10 juin 2007)

- « Résultats électoraux officiels en France »(Archive.org • Wikiwix • Archive.is • Google • Que faire ?), sur interieur.gouv.fr, site du ministère de l'Intérieur (France) (consulté le 13 juin 2007)

- Description et Atlas des circonscriptions électorales de France sur http://www.atlaspol.com, Atlaspol, site de cartographie géopolitique, consulté le 13 juin 2007.